# Candidatura de Estambul a los Juegos Olímpicos de 2020
Richard Carrion, miembro del Comité Ejecutivo del COI, confesó a Reuters que Estambul será candidata. De esta forma, la ciudad turca consiguió, por primera vez, ser la sede de unos Juegos Olímpicos. A la antigua capital turca ya se le ha otorgado la organización de diversos campeonatos mundiales durante 2012-2013 como el Campeonato Mundial de Natación en Piscina Corta de 2012, la Copa Mundial de Fútbol Sub-20 de 2013, el Campeonato Mundial de Atletismo en Pista Cubierta de 2012, el WTA Tour Championships 2011, y de la Euroliga 2011-12, entre otros. El Estadio Olímpico Atatürk fue inaugurado en 2004 con el motivo de la final de la Liga de Campeones de la UEFA 2004-05 y de ser elegida como candidata ampliaría su aforo a 90.000.
- Datos: Q4808141